# Bactris oligocarpa
Bactris oligocarpa är en enhjärtbladig växtart som beskrevs av João Barbosa Rodrigues. Bactris oligocarpa ingår i släktet Bactris och familjen Arecaceae. Inga underarter finns listade i Catalogue of Life.